# 小籔大説法〜旅とグルメの世直し説法バラエティ〜
『小籔大説法〜旅とグルメの世直し説法バラエティ〜』（こやぶだいせっぽう たびとグルメのよなおしせっぽうバラエティ）は、フジテレビジョンが制作し、同局のCS放送チャンネルであるフジテレビONEで放送されているバラエティ番組。お笑いタレントの小籔千豊が司会を務める冠番組である。2017年1月放送開始。

## 番組内容
小籔千豊の人気ライブ『小籔大説教』を紹介しつつ、小籔と仲間達との旅先でのトークや悩める人たちへの説法を行う。また旅先でのグルメ情報も発信する。

## 出演者

### MC
- 小籔千豊

### ゲスト
- 滝沢カレン（第1回）

## 放送リスト
| 回    | 初回放送日    | タイトル                                                                            | ゲスト     |
| ----- | ------------- | ----------------------------------------------------------------------------------- | ---------- |
| 第1回 | 2017年 1月2日 | 福岡ボートレースでまさかの大儲け！ 柳川で超絶鰻せいろと名門高校で感動の大説法ライブ | 滝沢カレン |